# An Zhanjun
An Zhanjun (安戰軍) est un réalisateur chinois. Il a une attirance pour les ambiances sombres et les ruelles de Pékin.

## Filmographie

### Cinéma
- 2005 : Le Gardien de parking en juillet (看車人的七月)
- 2008 : Hutong Days (衚衕裡的陽光)
- 2009 : FreeWay
- 2009 : Glittering Days (萬家燈火)
- 2012 : The Brother